# Запис буква код цркве (Маћедонце)
Запис буква код цркве (Маћедонце) се налази на парцели чији је власник Црква Вазнесења Господњег.

## Локација
| Општина             | Медвеђа                                                          |
| Катастарска општина | Маћедонце                                                        |
| Потес               | Сурдуп црква                                                     |
| Координате          | 42° 49′ 15″ С; 21° 34′ 18″ И / 42.820700000000002° С; 21.5716° И |
| Надморска висина    | 467m                                                             |

## Карактеристике
Дендрометријске вредности утврђене на терену и сателитским снимцима:
| Стабло                     | Буква |
| Висина стабла              | m     |
| Обим дебла                 | m     |
| Пречник крошње             | 11m   |
| Пречник дебла              | m     |
| Висина дебла до прве гране | m     |

## База записа
Запис је у оквиру Викимедија пројекта "Запис - Свето дрво" заведен под редним бројем 1192.